# Katedra Wniebowzięcia Najświętszej Maryi Panny w Santiago de Cuba
Katedra Wniebowzięcia Najświętszej Maryi Panny w Santiago de Cuba (hiszp.: Catedral Metropolitana de Nuestra Señora de la Asunción) – katedra archidiecezji Santiago de Cuba w Santiago de Cuba na Kubie zbudowana w latach 1528–1555, następnie przebudowana w latach 1686–1690, po zniszczeniu przez huragan i trzęsienie ziemi w 1679. Kolejny raz uszkodzona w wyniku trzęsienia ziemi w 1766 i odbudowana w latach 1810–1818. Siedziba arcybiskupa. Mieści się przy ulicy Heredia y San Basilio, przy Parku Cespedes.